# C3AFA TOKYO

公式の文字ロゴ

C3AFA TOKYO（シースリーアファ トーキョー）は、かつて毎年8月に幕張メッセ（千葉市）で開催されていたガレージキット・キャラクターグッズの総合イベントである。主催は「C3AFA TOKYO実行委員会」（創通、ソニー・ミュージックエンタテインメント、SOZO）。

## 沿革
1992年よりバンダイ出版課とホビージャパンの共催で行われてきたガレージキットイベント「ジャパン・ファンタステック・コンベンション（JAF-CON）」及び2002年にそれが改称されて開催されたホビージャパン主催の「ホビーEXPO」と、2001年からメディアワークス（現KADOKAWAアスキー・メディアワークス）が主催したガレージキットイベント・キャラクターグッズ展示会「C3（CULTURAL CONVENTION OF CHARACTERS）」が2004年に統合し、「キャラホビ C3×HOBBY」がスタートした。
2016年より実行委員会からKADOKAWAが外れ、イベント名称が「C3TOKYO」に変更。さらに2017年からは東南アジア最大級の日本のポップカルチャーイベント「アニメ・フェスティバル・アジア（AFA）」と統合、「C3AFA」となったうえで、同イベントの日本開催「C3AFA TOKYO」として2020年まで開催されていた。

## 概要
キャラクターグッズ・おもちゃ・映像ソフト・ゲームソフトの展示やガレージキットの当日版権物の物販のみならず、アニメ関連ほかステージイベントをはじめとした様々な催しが行われるのが特徴。コスプレに関してもアスキー・メディアワークス自体がコスプレ情報誌『電撃Layers』を発行していることから、コスパティオとの共同イベントとして、大規模な撮影スペースの設置やコスプレコンテストを開催するなどしている。
また、会場内で行われるガレージキットの即売会「C3AFAマーケット」は、『機動戦士ガンダム』関連の当日版権が許諾される唯一のイベントでもある。これは前身イベントの1つであるJAF-CONの主催の1社がバンダイだったこと、C3の開催にバンプレストをはじめとするバンダイグループが関わっていたこと、そして現在の「C3AFA実行委員会」にガンダムシリーズの制作会社の1つである創通が参加していることなどが要因として挙げられる。
イベント開催時期は同じガレージキットイベントであるワンダーフェスティバルや日本最大の同人誌即売会であるコミックマーケットが近い時期に開催されており、これらとの競合を避けるため主に8月下旬に開催されることが多い。ただし過去にはワンダーフェスティバルと日程が重なったほか、2007年開催分は8月18日・19日と、コミックマーケットの日程と完全に競合したことがある。
2018年は約5万人、2019年は約6万人の会場動員数を記録している。
2020年はオリンピックとの競合を避けるため、当初は10月3・4日に開催予定としていた。しかし、新型コロナウイルスの感染拡大で中止し、10月17・18日にオンラインで開催された。
2021年以降、SNSアカウントの更新は停止し、公式サイトも閉鎖されて事実上の開催終了となった。